# Lutherkirche (Rudolstadt)

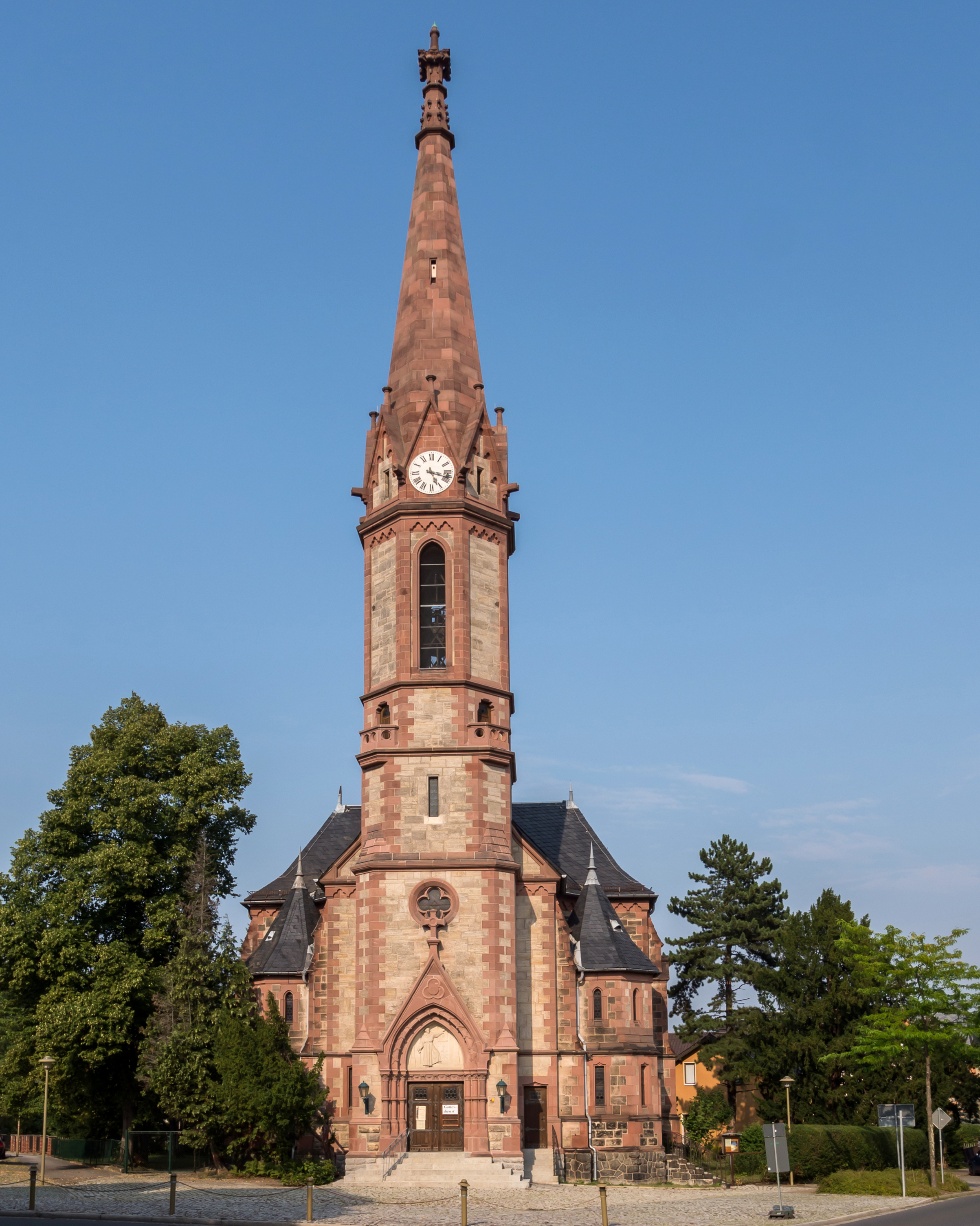
Lutherkirche Westportal

Die Lutherkirche ist ein evangelisch-lutherisches Gotteshaus in Rudolstadt in Thüringen. Die Kirche wurde 1906 nach Entwurf des Architekten Theodor Quentin erbaut und steht unter Denkmalschutz.
Sie wurde als dezidiert „lutherische“ Gottesdienststätte konzipiert. Architektonisch stehen sich die Elemente der Verkündigung gegenüber, so ergänzen Kirchenmusik (Kultur) und Predigt sowie Sakrament (Kult) einander.

## Geschichte
Der Grundstein zur Lutherkirche wird 1904 unter Beteiligung des Fürstenhauses gelegt, am 10. Oktober 1906 wird die Kirche als Nachfolger der alten Garnisonkirche eingeweiht. Sie ist im neugotischen Stil errichtet und spiegelt die Aufbruchstimmung in einem neu entstehenden, bürgerlichen Stadtteil der Residenz um die Jahrhundertwende wider. Alle Architekturteile als Maßwerke sind in rotem Sandstein ausgeführt, alle glatten Mauerflächen in grauem, einheimischem Sandstein. Wie aus einem Ankersteinbaukasten zusammengebaut erscheint die Kirche. Hoch interessant ist die einheitliche Ausstattung und deren theologische Konzeption. Wesentlicher Bestandteil sind die drei Altarraum-Glasfenster, welche die Heilsgeschichte erzählen und die sich an den Seiten gegenüberliegenden Musiker- und Theologenfenster. Sie setzen biblische und Theologie – bzw. Frömmigkeitsgeschichtliche Schwerpunkte, die neben einer lutherischen Sichtweise auch ein Spiegelbild der Zeitgeschichtlichen Denkweise sind.

## Stifterfenster
Das „lutherische“ Konzept findet auch Ausdruck in den Stifterfenster-Paaren. In einem Fensterpaar stehen sich die Geschichte der Theologie mit Luther, deshalb „Lutherfenster“, Augustinus, Zinzendorf als universale theologisch-geistliche Väter, den lokalen Verteidigern des reformatorischen Glaubens Heinrich XXII. und Katharina die Heldenmütige, beide Fürstentum Schwarzburg-Rudolstadt, sowie den zeitgenössischen Stiftern Familie Mohr, Rudolstadt, gegenüber.
Die Geschichte der Kirchenmusik („Dichtkunst und Musik“) findet ihre zentrale Darstellung im Harfenspieler David, dem Dichter Paul Gerhardt und dem Komponisten Johann Sebastian Bach, die von zwei Liederdichterinnen aus Schwarzburg-Rudolstadt, z. B. Aemilie-Juliane eingerahmt werden.
Bestimmt werden die Stifterfenster von den drei „heilsgeschichtlichen“ Fenstern Weihnachten, Kreuztragung und Auferstehung, sowie Pfingsten im Chorraum.

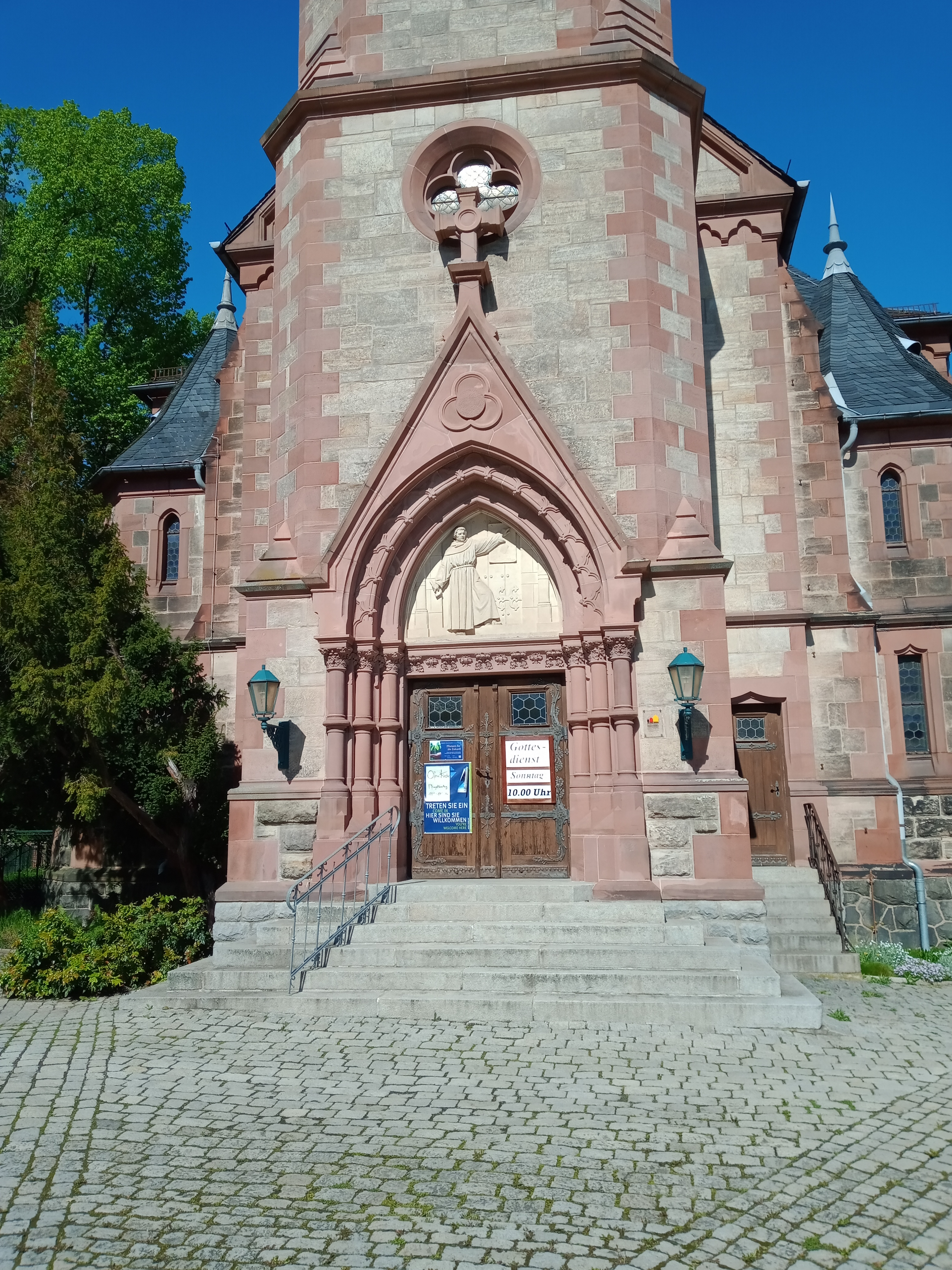
Eingang der Lutherkirche (2021)
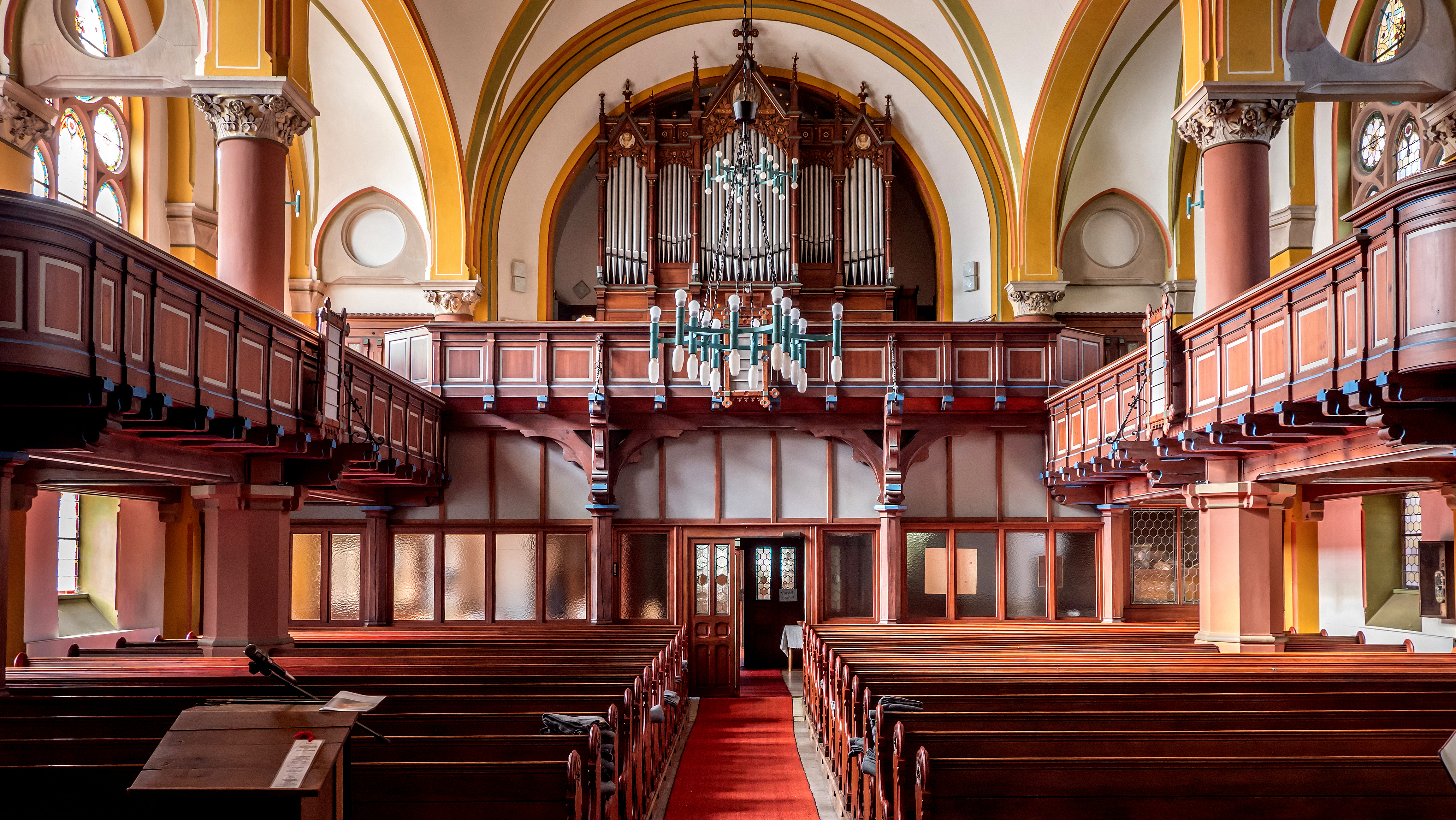
Langschiff und Emporen
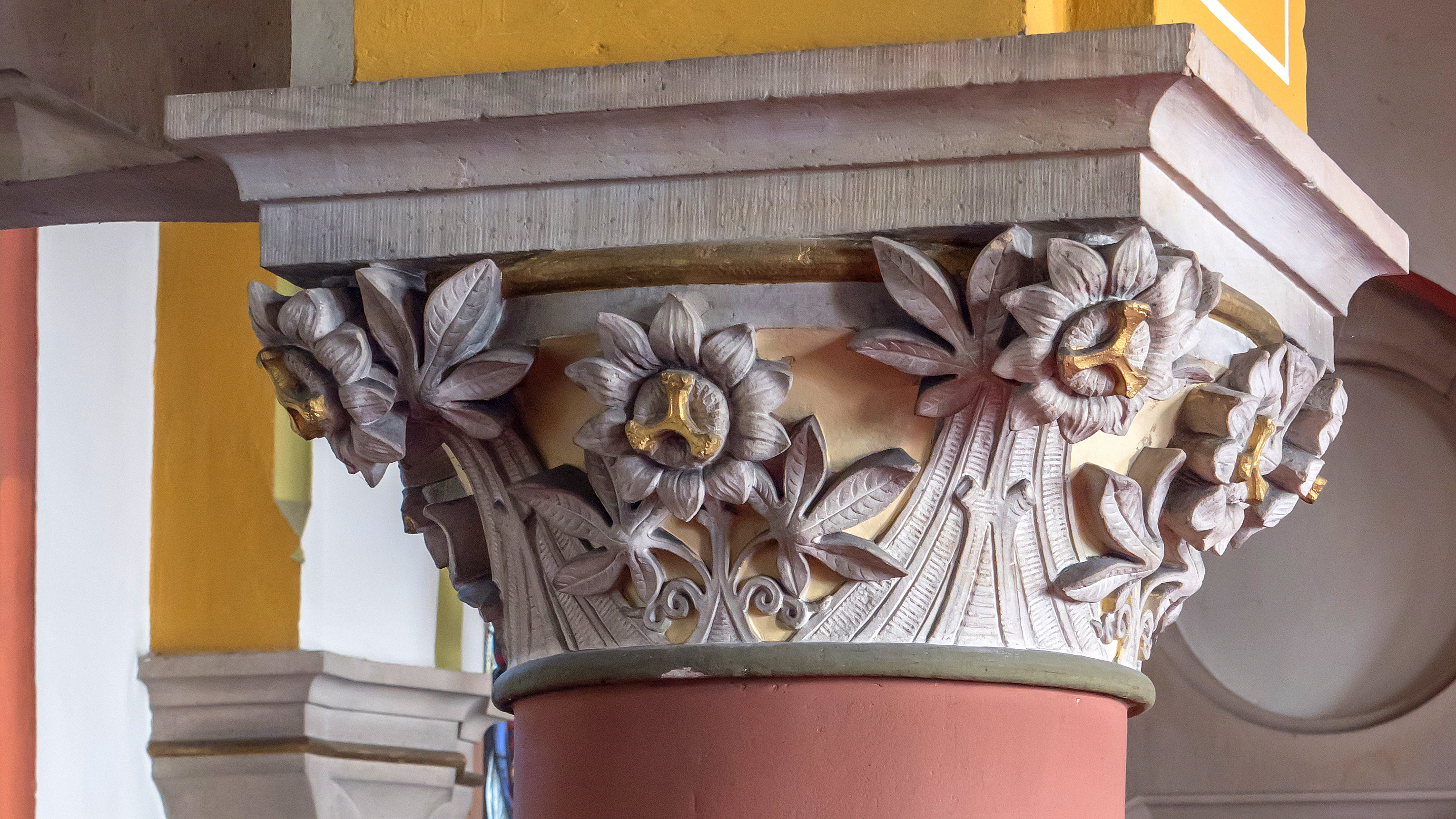
Kapitell
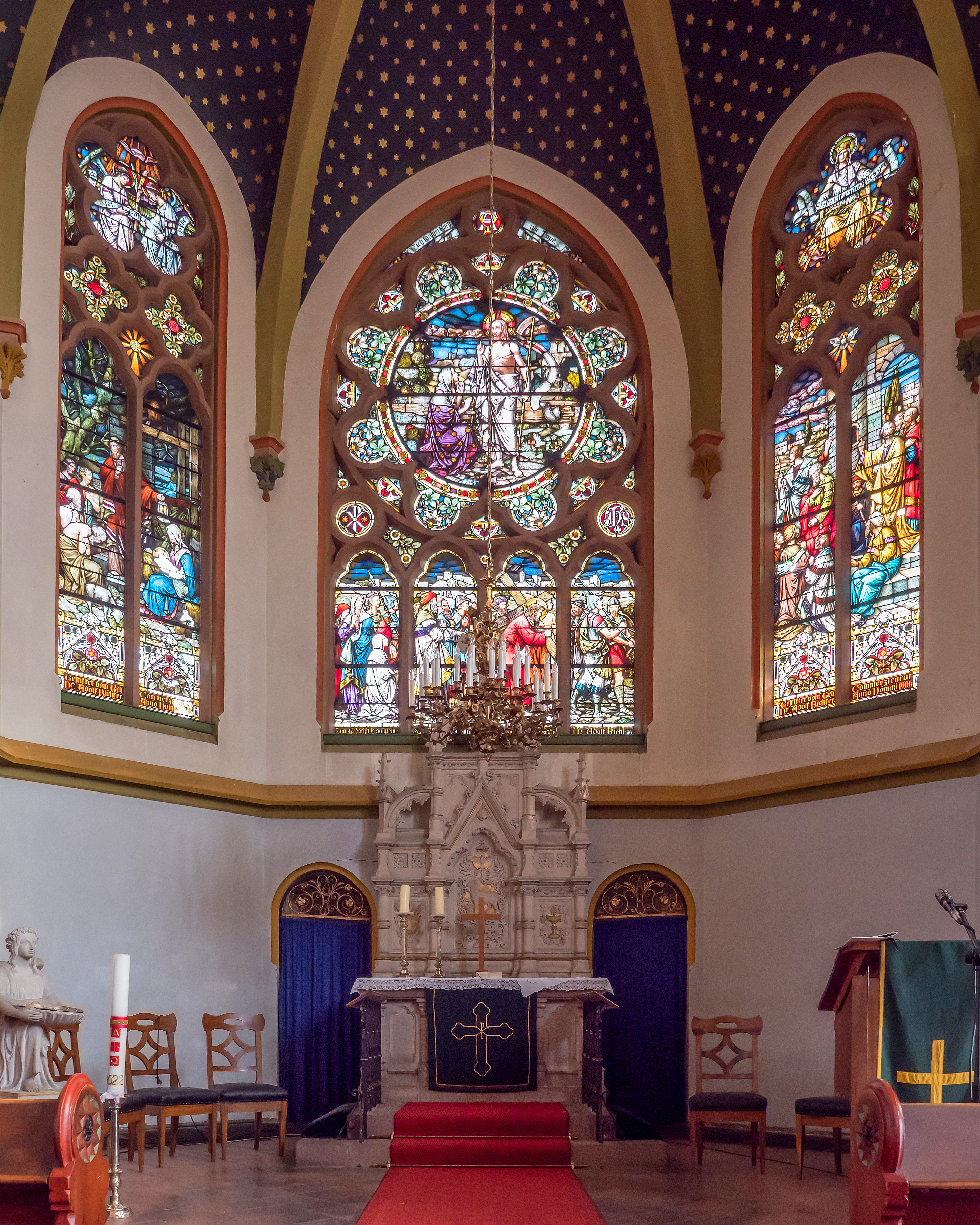
Altarraum
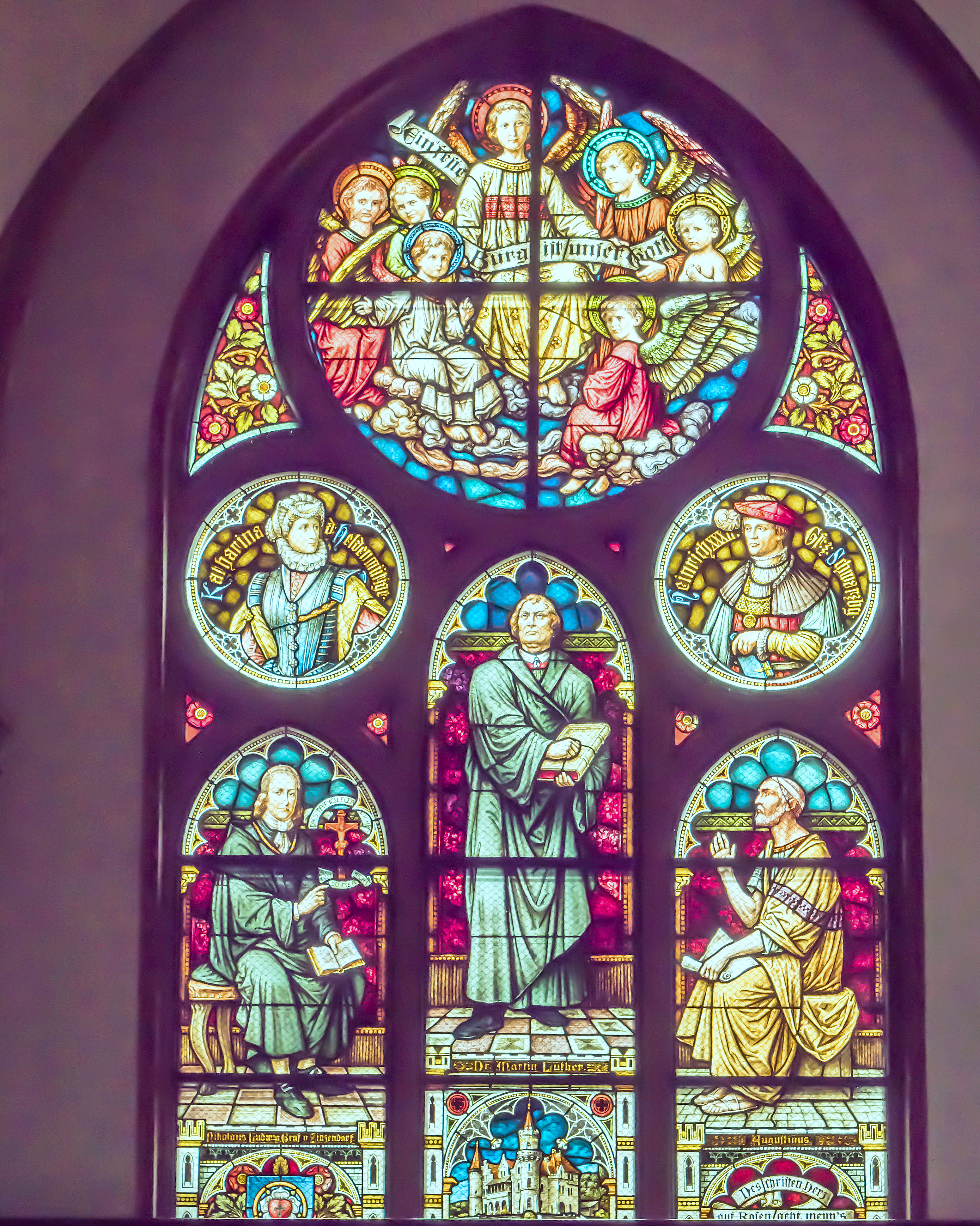
Stifterfenster (Lutherfenster)
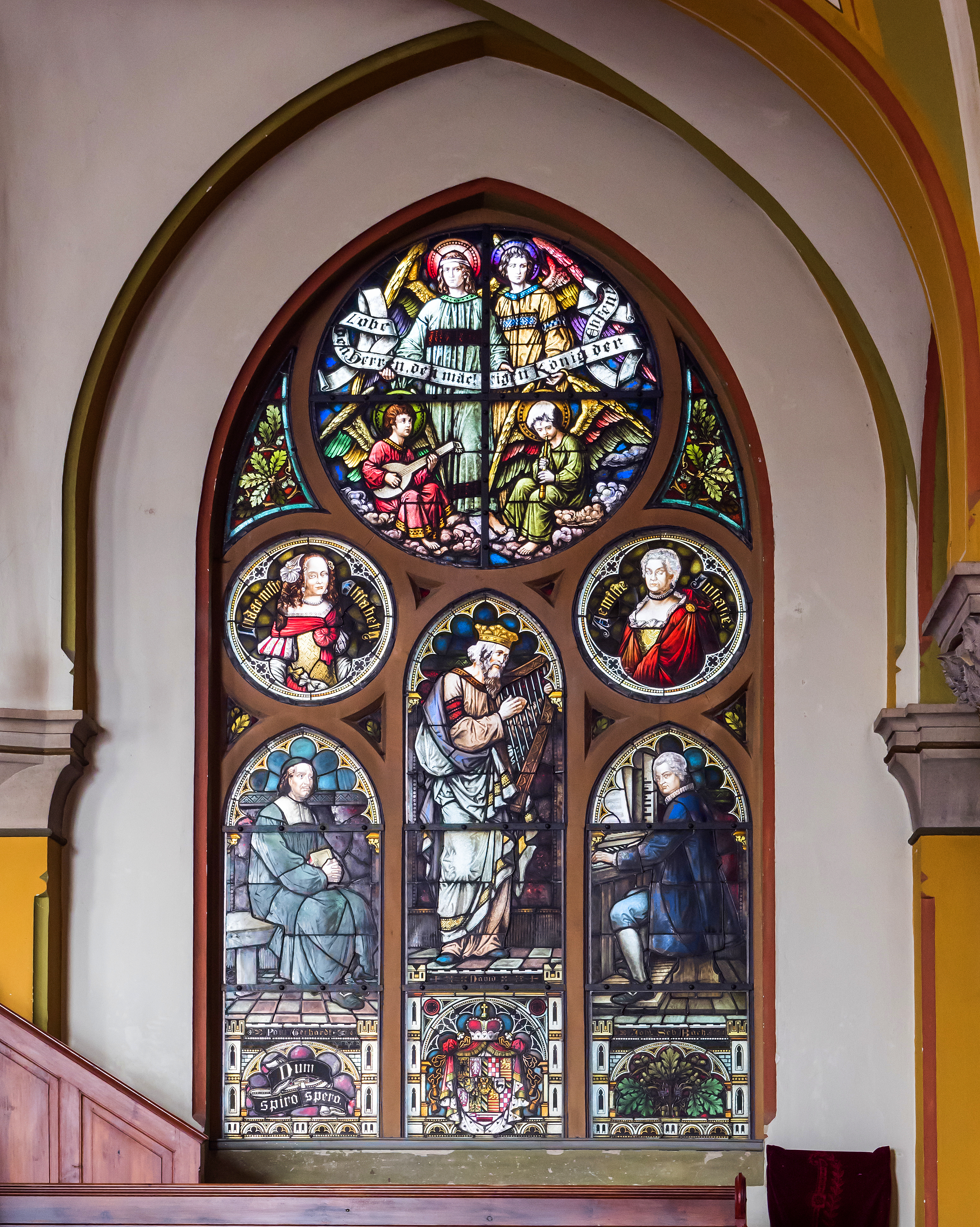
Stifterfenster (Dichtkunst und Musik)

## Orgel

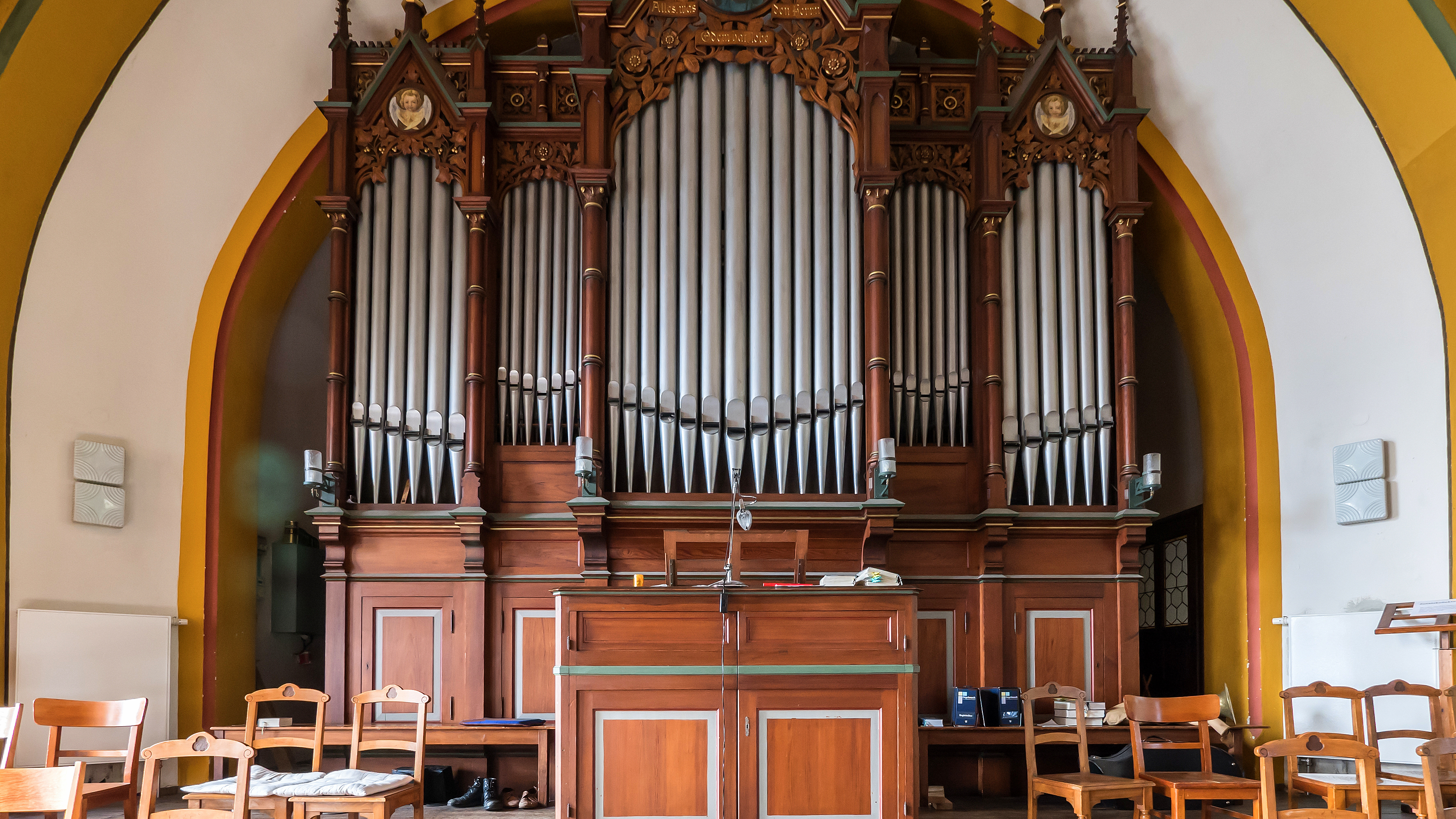
Steinmeyer-Orgel

- Erbauer: G. F. Steinmeyer & Co., Oettingen, 1906
- Restauriert: Rösel & Hercher und Jean-Paul Edouard, Frankreich, Intonation, 1998[3]

Disposition:
| I Hauptwerk C–g3 |               |
| Bourdon          | 16′           |
| Prinzipal        | 8′            |
| Konzertflöte     | 8′            |
| Viola di Gamba   | 8′            |
| Gedeckt          | 8′            |
| Octave           | 4′            |
| Rohrflöte        | 4′            |
| Octave           | 2′            |
| Cornett          | 3fach 2 ⁄3′   |
| Mixtur           | 2-3fach 2 ⁄3′ |
| Trompete         | 8′            |

| II Schwellwerk C–g3 |             |
| Stillgedeckt        | 16′         |
| Prinzipal           | 8′          |
| Lieblich Gedackt    | 8′          |
| Gemshorn            | 8′          |
| Vox coelestis       | 8′          |
| Geigenprinzipal     | 4′          |
| Traversflöte        | 4′          |
| Waldflöte           | 2′          |
| Rauschquinte        | 2fach 2 ⁄3′ |
| Fagott-Trompete     | 8′          |

| Pedal C–f1  |     |
| Subbaß      | 16′ |
| Bourdonbaß  | 16′ |
| Octavbaß    | 8′  |
| Violoncello | 8′  |
| Choralbaß   | 4′  |
| Posaune     | 16′ |

- Koppeln: II/I, II/P, I/P
- Superoktavkoppel II  Superoktavkoppel II/I
- freie Kombination, 2. freie Kombination, Auslöser
- Feste Kombinationen: pp, p, mf, f, ff, Tutti
- Walze ab, Auslöser, Handregister ab, Piano Pedal, Walze, Schweller für II. Manual[4]